# 段秀實
段秀實（719年—783年），原名顏，字成公，隴州汧陽（今陝西千陽）人，唐代軍事人物。學者胡三省總結其一生曰：「自高仙芝喪師於大食，段秀實始見於史，其後責李嗣業不赴難，滏水之潰，保河清以濟歸師，在邠州誅郭晞暴橫之卒，與馬璘議論不阿，及治喪，曲防周慮，以安軍府，最後笏擊朱泚，以身徇國，其事業風節，卓然表出於唐諸將中。」
祖父段達曾擔任左衛中郎，父親段行琛曾擔任洮州司馬，後來因為段秀實而獲贈揚州大都督。段秀實六歲時母親生病，他七天不飲食，直到母親病好才飲食，當時被稱為「孝童」。長大之後，個性沉厚而有判斷力，想要對這個世界有所貢獻。唐玄宗時被推舉為明經，但段秀實說：「搜章擿句，不足以立功。」於是放棄了功名。

## 從軍與怛羅斯戰役
天寶四年（745年），安西節度使馬靈察將段秀實登錄為別將，並跟隨征伐護蜜國有所戰功，被封為安西府別將。
天寶七年（748年），高仙芝取代馬靈察成為安西節度使，段秀實則轉跟隨高仙芝。
天寶十年（751年），高仙芝舉兵包圍怛邏斯，後來黑衣大食（即阿拔斯王朝）的援軍前來救援，高仙芝的軍隊戰敗，軍官們的心情都低落。夜裡段秀實聽到副將李嗣業的聲音，段秀實因而大聲斥責他說：「憚敵而奔，非勇也；免己陷眾，非仁也；軍敗而求免，非丈夫也。」李嗣業聽到之後感覺到很慚愧，便與段秀實一起收拾整理戰敗的部隊，重新整軍。軍隊回安西後，李嗣業跟高仙芝表示，希望任命段秀實為判官，高仙芝則任命他為隴州大堆府果毅。
天寶十二年（753年），封常清取代高仙芝為安西節度使，段秀實跟著封常清攻打大勃律，進軍賀薩勞城，一戰而勝。封常清想要追趕逃跑的敵人，段秀實勸他說：「會打贏敵人，是敵人引誘我軍，請吩咐部隊去搜索山林。」果然發現敵人埋伏的軍隊，段秀實因戰功改任命為綏德府折衝都尉。

## 安史之亂與節度判官
馬嵬驛之變後，至德元年（756年）七月，唐肅宗於靈武即位，徵召安西節度使梁宰前往協助平定安史之亂，但是梁宰卻企圖觀望局勢，而不出兵協助。李嗣業贊成梁宰的做法，但是段秀實卻跟李嗣業說：「天子方急，臣下乃欲晏然，信浮妄之說，豈明公之意耶？公常自稱大丈夫，今誠兒女耳。」李嗣業於是去勸說梁宰出兵。於是梁宰就出兵五千人，由李嗣業統率前往協助唐肅宗，段秀實則擔任副手，累積了許多戰功。後來，李嗣業擔任節度使，段秀實的父親段行琛過世，段秀實停職回家服喪，李嗣業覺得少了段秀實彷彿少了左右手，便上表希望段秀實擔任義王友一職，並充當節度判官。
至德二年（757年），安慶緒自洛陽敗逃退據鄴（今河南安陽），李嗣業與其他軍隊包圍他，安西的輜重都放在後方的河內。於是李嗣業就上奏請求任命段秀實為懷州長史，管理軍州，並加節度留守後方，負責提供後援糧草。當時軍隊士兵老化財政窘迫，段秀實努力向地方募集士兵與馬匹協助軍隊。乾元二年（759年），唐軍與安慶緒於愁思岡發生戰鬥，李嗣業遭流箭射中而死於軍中，軍隊推舉安西兵馬使荔非元禮取代李嗣業的職位。段秀實聽到這個消息，就派遣手下的先鋒將白孝德帶士兵護送李嗣業的棺木回到河內，段秀實並與全體將吏一起哭著在邊境迎接，花了自己的財產去辦好喪事。荔非元禮對於段秀實的義氣感到讚賞，上奏任命他為光祿少卿，並維持之前的節度判官一職。
上元二年（761年），邙山之戰，史思明大敗唐將李光弼。寶應元年（762年），荔非元禮兵馬移防到翼城，當時王元振叛變，翼城士兵跟著響應，殺了荔非元禮，許多將佐也都被殺害，只有段秀實因為德行讓士兵信服，所以沒有被殺害。軍隊推薦白孝德為節度使，軍心才安定下來。白孝德又推薦段秀實擔任光祿卿，同時也為白孝德的判官。段秀實連續擔任多屆安西節度使的判官，名聲越來越大。廣德元年（763年），吐蕃佔領首都長安，唐代宗逃到陝西，段秀實勸白孝德帶軍去協助唐代宗，白孝德改任邠寧節度使，並奏請任命段秀實為太常卿、署支度營田二副使。白孝德帶軍隊西進，所過之處都被軍隊掠奪。又因為邠寧的糧食不夠，就請求調軍到奉天（今乾縣）。當時公權力低落，縣吏大多都不知道逃去哪邊，軍紀渙散，常常有搶劫竊盜的事情發生，白孝德無法控制軍隊的紀律。段秀實私下說：「使我為軍候，當不如此。」司馬王稷聽到了，就任命段秀實為都虞候，並管理奉天行營事。段秀實號令嚴一，軍隊的紀律就穩定下來，唐代宗聽到了大為讚賞。後來軍隊回到邠寧，繼續擔任都虞候，白孝德並推薦他為涇州刺史。

## 涇州刺史
當時郭子儀是以副元帥的職位駐軍在蒲，郭子儀的兒子郭晞則是擔任檢校尚書領行營節度使，屯兵邠州，放縱士兵，軍紀低落，邠州一些人就見機行賄，讓自己掛名入伍，因而更加胡作非為，地方官也沒有辦法管。白天在市場又搶又偷，如果有所抵抗，就打傷人，破壞人家的鍋鼎瓦盆甚至店舖，至甚至撞殺孕婦。邠寧節度使白孝德因為郭子儀位高權重，不敢彈劾，段秀實從涇州寫信給白孝德，希望要跟他討論事情，見面了則跟他說：「天子以生人付公治，公見人被暴害，恬然，且大亂，若何？」白孝德回答說：「願奉教。」段秀實則說：「秀實不忍人無寇暴死，亂天子邊事。公誠以為都虞候，能為公已亂。」白孝德聽了就讓他擔任軍職。後來郭晞的士兵17人到市場取酒，殺死了酒翁，並將釀酒器具破壞，段秀實就下令叫人逮捕他們，砍下他們的頭放在竹竿上，掛於市場的門外。

士兵們知道了，大喊大叫，穿上盔甲準備發動兵變。白孝德很害怕，與段秀實商量該怎麼辦。段秀實說：「讓我去跟他們說吧。」於是解下佩刀，用個跛脚的隨從牽馬，來到郭晞的軍營前。作亂的士兵出營門接他，段秀實笑著說：「殺我一個老兵，何必這麼大的陣仗！我帶著我的頭來了。」作亂者佩服他的膽識而目瞪口呆。於是段秀實慰諭他們說：「尚書固負若屬邪，副元帥固負若屬邪？奈何欲以亂敗郭氏！」晞出，秀實曰：「副元帥功塞天地，當務始終。今尚書恣卒為暴，使亂天子邊，欲誰歸罪？罪且及副元帥。今邠惡子弟以貨竄名軍籍中，殺害人，藉藉如是，幾日不大亂？亂由尚書出。人皆曰尚書以副元帥故不戢士，然則郭氏功名，其與存者有幾！」晞再拜曰：「公幸教晞，願奉軍以從。」即叱左右皆解甲，令曰：「敢讙者死！」秀實曰：「吾未晡食，請設具。」已食，曰：「吾疾作，願宿門下。」遂臥軍中。晞大駭，戒候卒擊柝纫之。旦，與俱至孝德所，謝不能。邠由是安。
段太尉在泾州担任营田副使。泾州大将焦令谌掠夺他人土地，自己强占了几十顷，租给农民，说：“到谷子成熟时，一半归我。”这年大旱，田野寸草不生，农民将灾情报告焦令谌。焦令谌说：“我只知道收入的数量，不知道旱不旱。”催逼更急，农民自己将要饿死，没有谷子偿还，只得去求告段太尉。段太尉写了份判决书，口气十分温和，派人求见并通知焦令谌。焦令谌大怒，叫来农民，说：“我怕姓段的吗？你怎敢去说我的坏话！”他把判决书铺在农民背上，用粗棍子重打二十下，打得奄奄一息，扛到太尉府上。太尉大哭道：“是我害苦了你！”马上自己动手取水洗去农民身上的血迹，撕下自己的衣服为他包扎伤口，亲自为他敷上良药，早晚自己先喂农民，然后自己再吃饭。并把自己骑的马卖掉，换来谷子代农民偿还，还叫农民不要让焦令谌知道。驻扎在邠州的淮西军主帅尹少荣是个刚直的人，他来求见焦令谌，大骂道：“你还是人吗？泾州赤地千里，百姓将要饿死；而你却一定要得到谷子，又用粗棍子重打无罪的人。段公是位有仁义讲信用的长者，你却不知敬重。现在段公只有一匹马，贱卖以后换成谷子交给你，你居然收下不知羞耻。大凡一个人不顾天灾、冒犯长者、重打无罪的人，又收下仁者的谷子，使主人出门没有马，你将怎样上对天、下对地，难道不为作为奴仆的而感到羞愧吗！”焦令谌虽然强横，但听了这番话后，却大为惭愧乃至流汗，不能进食，不消一晚，就自恨而死。
代宗大曆元年，朝廷以四鎮北庭行營節度使馬璘兼邠寧節度使成為段秀實的新上司，馬璘以段秀實為三使都虞侯。一日，軍中有一能拉開二十四張弓的大力士犯了盜竊罪，璘欲免之，秀實曰：「將有私愛，則法令不一，雖韓、白復生，亦不能為理。」璘善其議，竟使殺之。璘決事有不合理者，必固爭之，得璘引過乃已。璘城涇州，秀實掌留後，歸還，加御史中丞。璘既奉詔徙鎮涇州，其士红嘗自四鎮、北庭赴難中原，僑居驟移，頗積勞怨。刀斧將王童之因人心動搖，導以為亂。或告其事，且曰：「候嚴，警鼓為約矣。」秀實乃召鼓人，陽怒失節，且戒之曰：「每更籌盡，必來報。」每白之，輒延數刻，四更畢而曙。既差互，童之亂不能作。明日，告者復曰：「今夜將焚草場，期救火者同作亂。」秀實使嚴加警備。夜半火發，乃使令於軍中曰：「救火者斬。」童之居外營，請入救火，不許。明日斬之，捕殺其黨凡十餘人以徇，曰：「敢後徙者族！」於是遷涇州。既至其理所，人撰敻絕，兵無廩食。朝廷憂之，遂詔璘遙管鄭、潁二州，以贍涇原軍，俾秀實為留後，二州甚理。璘思其績用，又奏行軍司馬，兼都知兵馬使。
八年，吐蕃來寇，戰于鹽倉，我軍不利。璘為寇戎所隔，逮暮未還，敗將潰兵爭道而入。時都將焦令諶與諸將四五輩狼狽而至，秀實召讓之曰：「兵法：失將，麾下當斬。公等忘其死而欲安其家耶！」令諶等恐懼，下拜數十。秀實乃悉驅城中士卒未出戰者，使驍將統之，東依古原，列奇兵示賊將戰，且以收合敗亡。蕃红望之，不敢逼。及夜，璘方獲歸。
十一年，馬璘得了重病，自知不起，於是請秀實攝節度副使兼左廂兵馬使。秀實乃以十將張羽飛為招召將，分兵按甲，以備非常。璘卒，而軍中行哭赴喪事於內，李漢惠接賓客於外，非其親不得居喪側，族談離立者捕而囚之。都虞候史廷幹、裨將崔珍張景華謀作亂，秀實乃送廷幹於京師，徙珍及景華外鎮，軍中遂定，不戮一人。尋拜秀實涇州刺史、兼御史大夫，四鎮北庭行軍涇原鄭潁節度使。三四年間，吐蕃不敢犯塞，清約率易，遠近稱之。非公會，不聽樂飲酒，私室無妓媵，無贏財，退公之後，端居靜慮而已。德宗嗣位，就加檢校禮部尚書、張掖郡王。

## 入朝及殉國
德宗建中元年，先前因黨附元載而貶官的楊炎已被德宗任命為宰相了，他想繼承元載遺志修築原州城，開陵陽渠，因為屬於段秀實的轄區，德宗於是詢問段秀實的意見。段秀實以為正值春天農忙之時。不可興土功，請待農閒時候。楊炎聽不下反對意見，就請德宗招段秀實入朝為司農卿，遺缺涇原節度使以邠寧節度李懷光兼之，不久後，涇原將士不喜李懷光，推劉文喜為首而叛變，原州城亦無法開工。文喜之亂弭平後，涇原節度管內穩定了幾年。姚令言繼任節度使。
建中四年，發生涇原兵變，先前出使吐蕃，有大功於國的源休為盧杞所忌，不能得到滿意的官位，一直心懷怏怏，故藉此機會勸朱泚僭逆稱帝。朱泚於是遣其將韓旻領馬步三千攻打奉天想捉住德宗。又以為秀實是前任涇原節度，頗得士卒愛戴，楊炎罷了秀實的兵權，秀實一定也懷恨在心，於是召秀實謀議。秀實假裝願意跟隨朱泚造反，私底下約定舊部劉海賓、何明禮、岐靈岳同謀殺泚，迎德宗回京。
韓旻的軍隊出了長安後，秀實知道奉天的兵力不足，德宗的處境非常危險，故派人告知岐靈岳，要他偷竊姚令言的兵符召韓旻回京，岐靈岳尚未得手，秀實怕來不及了，於是寫下一紙公文，大意是說將派大軍攻打奉天，要韓旻的三千人先回長安，再與大軍一起出發。然後將自己的司農卿官印倒過來，蓋在偽造的公文末尾，派一個長跑健將在駱驛追上了韓旻，韓旻不辨公文真假，奉命回軍。段秀實對三位同志說：「朱泚看到韓旻回長安，會議上追究起來，我們四個就完了！到時我將親手殺他，不成功便成仁，絕不向此賊北面稱臣。」於是約定，自己如果不成，劉海賓將猝起繼之，何明禮為外應。
第二天，朱泚召秀實議事，源休、姚令言、李忠臣、李子平皆在座。秀實穿著戎服與會，朱泚說到僭位稱帝之事，秀實聽了義憤填膺，勃然而起，抓住源休手腕，奪其象笏，然後走向朱泚，唾其面，大罵曰：「狂賊，吾恨不斬汝萬段，豈從汝反耶！」隨即舉起象笏向朱泚當頭擊下，朱泚舉臂自捍，因此只擊中其額頭，流血匍匐而走。變故突起，眾人呆若木雞，劉海賓卻膽怯起來，不敢出手相助秀實，反而逃離現場。須臾，李忠臣回過神來，上前擋住段秀實的追擊，秀實知道功敗垂成了，大義凜然地說：「我誓死忠於國家，你們殺了我吧！」朱泚的衛士於是圍住秀實，刀劍齊下。此時朱泚一手蒙住傷口，一手亂揮意圖阻止衛士們，口中說：「義士也，勿殺。」秀實卻已忠勇殉國了，劉海賓、何明禮、岐靈岳相次被殺。德宗在奉天知道此事，歎惜自己沒有重用秀實，使人盡其才，垂涕久之。(亦即文天祥《正氣歌》第二段中的｢或為擊賊笏，逆豎頭破裂｣之句。)

## 家庭

### 子
段伯倫
累官至太子詹事。文宗大和二年正月奏：「亡父贈太尉秀實，準前後制敕令所司置廟立碑，今營造已畢，取今月二十五日行升祔禮。」詔曰：「秀實忠衛宗社，功配廟食，義風所激，千載凜然。間代勳力，須異等夷，宜賜綾絹五百疋，以度支物充。仍令所司供少牢，贈給鹵簿人夫，兼太常博士一人檢校。」尋加伯倫檢校左散騎常侍，兼殿中監。大和四年十一月，遷右金吾衛大將軍、兼御史大夫，充街使。八年七月，檢校工部尚書，充福建等州都團練觀察使，入為太僕卿，卒。宰臣李石奏曰；「伯倫，秀實之子。自古歿身以衛社稷者，無如秀實之賢。」文宗憫然曰：「伯倫宜加賻贈。」仍輟朝一日，以禮忠臣之嗣。

### 孫
- 段嶷
- 段文楚
- 段珂

## 逸事
作家柳宗元後來將所聽聞的段秀實逸事寫成〈段太尉逸事狀〉一文。
內容主要有三段故事：第一段為段秀實擔任涇州刺史時，對於郭晞軍隊軍紀的控制。
第二段則是擔任涇州營田官時，對於將領焦令諶與農民衝突的調解。
第三段則是述說段秀實拒絕朱泚的賄賂。
這三段故事並沒有在《舊唐書》之中記載，但是在《新唐書》之中卻有完整的收錄。